# Cuna bartschi
Cuna bartschi is een tweekleppigensoort uit de familie van de Condylocardiidae. De wetenschappelijke naam van de soort is voor het eerst geldig gepubliceerd in 1964 door Bernard.